# Седлиська (Заверцянський повіт)
Седлиська (пол. Siedliska) — село в Польщі, у гміні Щекоцини Заверцянського повіту Сілезького воєводства.
Населення — 264 особи (2011).
У 1975-1998 роках село належало до Ченстоховського воєводства.

## Демографія
Демографічна структура станом на 31 березня 2011 року:
|          | Загалом | Допрацездатний вік | Працездатний вік | Постпрацездатний вік |
| -------- | ------- | ------------------ | ---------------- | -------------------- |
| Чоловіки | 140     | 30                 | 94               | 16                   |
| Жінки    | 124     | 19                 | 69               | 36                   |
| Разом    | 264     | 49                 | 163              | 52                   |